# Nomascus
Nomascus fue un género de primates hominoideos de la familia Hylobatidae. 
Incluye a seis especies de gibones autóctonos del sur de la China continental, la isla de Hainan y buena parte de Indochina.

## Taxonomía

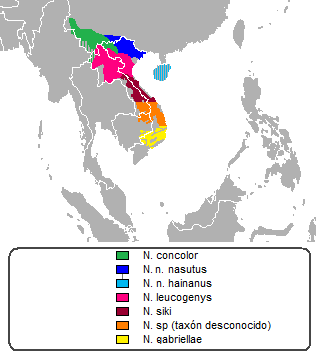
Distribución de las especies y subespecies de Nomascus.

Según Mammal Species of the World el género Nomascus está integrado por las especies y subespecies que se listan a continuación.

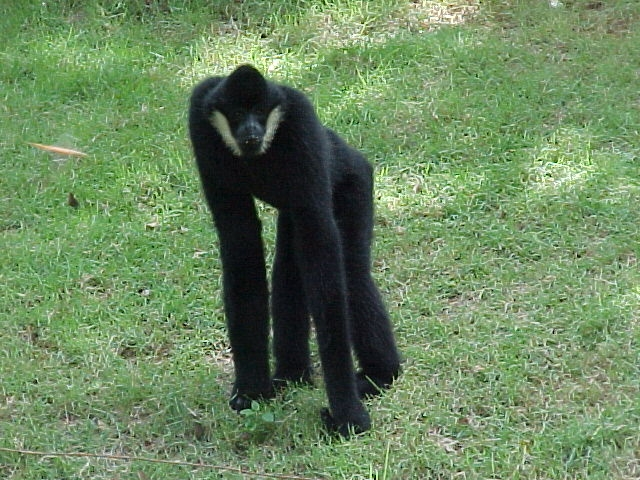
Detalle del macho en el césped.

- Nomascus annamensis[3]
- Nomascus concolor
  - Nomascus concolor concolor
  - Nomascus concolor furvogaster
  - Nomascus concolor lu
  - Nomascus concolor jingdongensis
- Nomascus gabriellae
- Nomascus hainanus
- Nomascus leucogenys
- Nomascus nasutus
  - Nomascus nasutus nasutus
  - Nomascus nasutus hainanus
- Nomascus sikiDetalle del macho en el césped.